# Alex Campbell
George Alexander Campbell (1993) es un baloncestista canadiense que juega en el Club Bàsquet Prat. Con una altura de 193 cm su posición en la cancha es la de escolta.

## Trayectoria
Es un jugador formado en los Windsor Lancers, donde jugaría desde 2012 hasta 2016.
En temporada 2016-17, debutaría en la primera división de la liga canadiense formando parte de los equipos de Saint John Rip Tide y Windsor Express Front Office.
En 2017, el escolta decide irse a España para firmar un contrato de una temporada por el CB Prat de la Liga LEB Oro.